# Domenico De Bonis
Domenico De Bonis (Siracusa, 1932 – 28 dicembre 2021) è stato un magistrato e personaggio televisivo italiano, noto per partecipare al programma Verdetto finale in qualità di giudice.

## Biografia
Si è laureato in Giurisprudenza all'Università di Catania. È stato, in qualità di avvocato, a capo dell'ufficio legale di un'importante multinazionale. Si è sposato nel 1966, ha avuto due figli. Nella sua famiglia l'unico a lavorare in magistratura è stato un suo cugino. Ottiene notorietà perché ha partecipato al programma Verdetto finale. È stato presente in tutte le stagioni fino all'edizione 2012-2013, ma è stato sostituito dal dott. Giuseppe Febbraro a partire dal settembre 2013.

## Programmi televisivi
- Verdetto finale (Rai 1, 2008-2013)